# Arguenòs
Arguenòs (francès Arguenos) és un municipi occità de Comenge, a Gascunya, situat administrativament en el departament de l'Alta Garona, a la regió d'Occitània.